# Zwarte Tulp (Suriname)
Zwarte Tulp (ook: Operatie Zwarte Tulp; niet te verwarren met Operatie Black Tulip) was een Nederlands noodplan uit het begin van de jaren 70, dat uitgevoerd diende te worden ingeval zich anti-Nederlandse activiteiten zouden voordoen in het Suriname van vóór de onafhankelijkheid.
De Nederlandse historicus Stan Verschuuren noemde het plan "een blauwdruk voor een staatsgreep". Volgens Verschuuren werd Zwarte Tulp later door de militair attaché bij de Nederlandse ambassade in Paramaribo, kolonel Hans Valk, in handen gespeeld van Desi Bouterse die delen van het noodplan gebruikte bij de Sergeantencoup van 25 februari 1980. Indirect zou de staatsgreep in Suriname daarmee, zoals de Surinaamse schrijver en dichter Alphons Levens aanhaalde, ‘een Nederlandse staatsgreep, uitgevoerd door Surinaamse onderofficieren’ zijn. Valk werd bijna twee maanden na de coup overgeplaatst naar de NAVO in Brussel, omdat hij verdacht werd van te nauwe banden met de coupplegers. Zeker ook omdat de archiefstukken van het Nederlandse ministerie van Defensie met betrekking tot Suriname zijn vernietigd (abusievelijk, volgens een verklaring van de Nederlandse overheid), zijn de beweringen van Verschuuren en Levens moeilijk te staven.